# Rupffestigkeit
Die Rupffestigkeit des Papiers bezeichnet das Merkmal des Papiers, nicht zu reißen. Im Druckvorgang ist diese Eigenschaft sehr wichtig, da während des Farbauftrages auf die Oberfläche des Bedruckstoffes hohe Zugkräfte einwirken. Diese können zum Rupfen des Papiers führen. 

## Ursachen
Rupfen tritt dann ein, wenn die Adhäsionskräfte der Druckfarbe größer sind als die inneren Bindungskräfte des Bedruckstoffes. Die Festigkeitspressung ist am Rand stärker als im Kern. Diese Verletzungen können in einer Lockerung von Papierfasern, Füllstoffen oder Strichteilchen bestehen. Es kann sich um eine Abhebung von Oberflächenteilchen handeln oder gar um das gänzliche Aufreißen des Papiers. Das Zustandekommen solcher Verletzungen hat seine Ursachen in den Zugkräften, die während des Druckvorganges zwischen Druckfarbe und Papier im Augenblick der Farbspaltung auftreten.
Unter der Rupffestigkeit eines Papiers oder eines anderen Bedruckstoffes versteht man jenen Widerstand, den das Papier Zugkräften entgegensetzt, die senkrecht zur Blattebene wirksam sind. Dieser Widerstand wird durch den Mahlgrad der Papierfasern, die Art der Verfilzung, die Leimung und die Füllstoffe, aber auch die Temperatur und Feuchtigkeitsverhältnisse bestimmt. Außerdem gibt sie im Zusammenhang mit den Papierverarbeitungstechniken eine Auskunft darüber, ob ein Papier im Vergleich zu einem anderen für eine strengere Farbe oder für eine höhere Druckgeschwindigkeit im Verarbeitungsverlauf und eine höhere Pressung geeignet ist und ob Sieb- oder Schönseite unterschiedliche Eigenschaften aufweisen.

## Erscheinungsformen
Verletzungen der Oberflächen erscheinen in zwei Formen. Beim Pelzen werden Faserteilchen aus der Oberfläche gelöst. Mit der Lupe lässt sich diese bürstenartige Oberfläche erkennen. Rupfen ist das Herausreißen von einzelnen Partikeln aus der Oberfläche des Papiers oder das Aufreißen des Papiergefüges. Dies kann durch den Zug der Druckfarbe bei der Übertragung auf den Bedruckstoff geschehen. Die Ursachen sind entweder bei einer zu zügigen Farbe oder einem schlechten, nichtrupffreien Papier zu suchen. Die Folge sind so genannte Rupfstellen. Diese sind kleine Vertiefungen im Druckbild. Sie verursachen wiederum Fehldruckstellen.

## Feststellungsmethoden
Es gibt verschiedene Rupftests, denen das Papier zur Sicherheit unterzogen werden kann. Mit dem Wachstest wird ausschließlich auf einer Papierblattebene eine senkrechte Zugbeanspruchung ausgeübt. Solche Rupftests ähneln  der Beanspruchung des Papiers, wie sie etwa beim Abdruck eines Gummistempels oder in einer Tiegeldruckpresse auftritt. Diese Methode bedient sich geeigneter Wachse, die im angeschmolzenen Zustand auf die Papieroberfläche aufgesetzt werden und im erkalteten Zustand beim Abziehen jene Zugkräfte reproduzieren sollen. 
Andererseits können auch Probedruckgeräte angewandt werden, die es ermöglichen, den eigentlichen Druckvorgang nachzuahmen. In diesem Fall kann bei einer Verwendung einer Testdruckfarbe, die Abwicklungsgeschwindigkeit und die Pressung in Abhängigkeit von der Viskosität als Parameter verändert werden.